# Thủy điện Đăk Mi 2
Thủy điện Đăk Mi 2 là công trình thủy điện xây dựng trên sông Đăk Mi tại vùng đất xã Phước Lộc và Phước Công huyện Phước Sơn tỉnh Quảng Nam, Việt Nam .
Thủy điện Đăk Mi 2 có công suất lắp máy 98 MW với 2 tổ máy, sản lượng hàng năm 415 triệu KWh. Công trình khởi động từ tháng 10/2007, tái khởi công xây dựng tháng 4/2014, hoàn thành năm 2019.

## Đăk Mi
Đăk Mi là dòng lớn nhất trong số dòng ở thượng nguồn hợp thành sông Vu Gia thuộc hệ thống sông Vu Gia - Thu Bồn ở tỉnh Quảng Nam.

## Chỉ dẫn
1. ↑  Trong tiếng các dân tộc thuộc nhóm ngôn ngữ Môn-Khmer ở Tây Nguyên và trong tiếng Việt cổ (trước thế kỷ 16, xem Chữ Nôm) thì đăk đã có nghĩa là nước, sông, suối, còn krông nghĩa là sông.